# 100 Streets
 100 Streets es una película británica de drama dirigida por Jim O'Hanlon y protagonizada por Idris Elba. Se estrenó en el Reino Unido el 11 de noviembre de 2016, antes de ser estrenada en cines estadounidenses y en video bajo demanda el 13 de enero de 2017 por Samuel Goldwyn Films.

## Sinopsis
Tres historias entrelazadas en la ciudad de Londres. Max. exjugador de rugby, es un mujeriego empedernido que lucha para salvar su matrimonio con la exactriz Emily. Por otro lado Kingsley es un pequeño narcotraficante que busca una forma de salir de la calle. Durante la realización de su servicio a la comunidad por un delito menor, Kingsley conoce a Terence, un actor que le da el empujón que necesita para salir de su vida. Finalmente está George, un taxista, y su esposa Kathy, que sueñan con tener hijos, pero un accidente de tráfico les provoca una profunda depresión y debilita su hasta ahora sólido matrimonio.

## Reparto
| Actor               | Personaje |
| ------------------- | --------- |
| Idris Elba          | Max       |
| Gemma Arterton      | Emily     |
| Franz Drameh        | Kingsley  |
| Ken Stott           | Terence   |
| Kierston Wareing    | Kathy     |
| Charlie Creed-Miles | George    |
| Tom Cullen          | Jake      |
| Ryan Gage           | Vincent   |

## Producción
El escritor y productor Leon Butler escribió el guion y también recaudó por sí solo el presupuesto total de £3 millones de capital privado.

## Estreno
La película se estrenó en Reino Unido el 11 de noviembre de 2016 y en Estados Unidos en cines y en video bajo demanda el 13 de enero de 2017 por Samuel Goldwyn Films.

## Recepción
100 Streets recibió reseñas mixtas de parte de la crítica y de la audiencia. En el sitio web especializado Rotten Tomatoes, la película posee una aprobación de 41%, basada en 39 reseñas, con una calificación de 4.9/10 y con un consenso crítico que dice: "100 Streets encadena a su talentoso elenco, liderado por un Idris Elba claramente sobrecalificado, en medio de un drama bien intencionado pero fatalmente ideado". De parte de la audiencia tiene una aprobación de 36%, basada en 1535 votos, con una calificación de 2.9/5.
El sitio web Metacritic le dio a la película una puntuación de 44 de 100, basada en 12 reseñas, indicando "reseñas mixtas". En el sitio IMDb los usuarios le asignaron una calificación de 5.8/10, sobre la base de 4184 votos. En la página web FilmAffinity la cinta tiene una calificación de 5.2/10, basada en 664 votos.